# Braquidiastemateri
El braquidiastemateri (Brachydiastematherium transylvanicum) és una espècie extinta de mamífer perissodàctil de la família dels brontotèrids que visqué a Europa durant l'Eocè. Se n'han trobat restes fòssils a Romania. Es tracta de l'única espècie del gènere Brachydiastematherium. És el tàxon germà de Metatitan. Pot ser que tingués el cap allargat, com el de Sphenocoelus, i que atenyés 2 metres d'alçada a la creu. El nom genèric Brachydiastematherium significa ‘bèstia de diastema curt’, mentre que el nom específic transylvanicum significa ‘de Transsilvània’.